# Dialogues des Carmélites
Dialogues des Carmélites (it. Dialoghi delle Carmelitane, dt. Gespräche der Karmelitinnen) ist eine tragische Oper in drei Akten mit zwölf Bildern aus dem Jahr 1956 von Francis Poulenc, die er als Auftragswerk für die Mailänder Scala komponierte. Das Libretto beruht auf dem gleichnamigen Bühnenstück nach einem Drehbuch von Georges Bernanos (deutsch: Die begnadete Angst), das wiederum die Novelle Die Letzte am Schafott von Gertrud von Le Fort zum Vorbild hatte. Die Uraufführung fand in italienischer Übersetzung am 26. Januar 1957 in Mailand statt und war ein großer Erfolg. Die erste Aufführung in der französischen Originalsprache erfolgte am 21. Juni 1957 in der Pariser Oper. Das Werk behandelt die Ereignisse im Karmelitinnenkloster von Compiègne bis zur Hinrichtung der 16 Karmelitinnen durch die Guillotine am 17. Juli 1794 in Paris.

## Inhalt
Die Oper beruht ebenso wie die Novelle von Gertrud von Le Fort auf einem historischen Ereignis: Am 17. Juli 1794 wurden während der Französischen Revolution die sogenannten Märtyrinnen von Compiègne unter der Guillotine hingerichtet, weil sie nicht bereit waren, ihre Gelübde zu brechen. Sie gingen singend in den Tod. Begraben wurden sie in einem Massengrab auf einem Pariser Friedhof, dem Cimetière de Picpus. Papst Pius X. sprach die Karmelitinnen von Compiègne 1906 selig.

### Erster Akt
Das Stück besteht aus drei Akten in zwölf Bildern und spielt während der Französischen Revolution, etwa 1794. Blanche de la Force, die Tochter des Marquis de la Force und die Schwester des Chevaliers, ist verängstigt. Sie wurde bei einem Ausflug von pöbelnden Menschen aggressiv mit dem Tode bedroht. Ihrer Mutter war etwas Ähnliches passiert, sie starb daraufhin kurz nach der Geburt ihrer Tochter. Blanche bittet ihren Vater um die Genehmigung, in das örtliche Karmelitinnenkloster eintreten zu dürfen. Dort wird sie von der sterbenskranken Priorin de Croissy auf das harte Leben im Kloster hingewiesen. Blanche ist trotzdem entschlossen und will im Kloster den Namen „Blanche von der Todesangst Christi“ annehmen. Die alte Priorin liegt im Sterben und spricht mit der Novizenmeisterin Mutter Marie über Blanche. Sie hat die Vision, dass das Kloster zerstört und die Schwestern den Tod erleiden werden.

### Zweiter Akt
Der zweite Akt der Oper beginnt damit, wie Blanche und die ebenfalls neu in das Kloster eingetretene Novizin Constance vom heiligen Dionysius die Totenwache für die bisherige Priorin halten. Zur neuen Priorin wird Madame Lidoine als Mutter Maria Theresa vom heiligen Augustin gewählt, und die Schwestern geloben ihr Gehorsam. Unterdessen bedroht draußen das revolutionäre Volk das Kloster. Chevalier de la Force will seine Schwester in Sicherheit bringen, aber Blanche weigert sich. Die Revolutionäre dringen in das Kloster ein, Kommissare befehlen die Räumung, aber die Schwestern sind entschlossen zu bleiben.

### Dritter Akt
Im dritten Akt versucht Mutter Marie in Abwesenheit der Priorin ihre Mitschwestern zu überreden, den Weg des Opfertodes zu gehen. Bei der folgenden Abstimmung ist Constance zunächst dagegen, sie will, dass Blanche verschont wird, beugt sich dann aber der Mehrheit. Blanche flieht aus dem Kloster, als ein Kommissar den Nonnen befiehlt, die Klausur zu verlassen. Mutter Marie besucht Blanche, die Zuflucht in ihrem leerstehenden Elternhaus gesucht hat – ihr Vater ist als Adliger bereits hingerichtet worden – und berichtet ihr von der tödlichen Gefahr, in der sich die anderen Schwestern befinden. Es gelingt ihr aber nicht, sie zum Mitkommen zu bewegen. Die Priorin kehrt zu den Schwestern zurück und bereitet sie auf den Tod vor. Blanche erfährt, dass alle an diesem Tag hingerichtet werden sollen, ein Karren bringt sie schließlich zum Schafott. Im Finale des Stückes beginnen die Schwestern gemeinsam zu singen, dann werden sie eine nach der anderen unter der Guillotine hingerichtet. Als Constance als letzte an die Reihe kommt, drängt sich Blanche durch die Menschenmenge und geht mit ihr ebenfalls in den Tod.

## Instrumentation
Die Orchesterbesetzung der Oper enthält die folgenden Instrumente:
- Holzbläser: Piccoloflöte, zwei Flöten, zwei Oboen, Englischhorn, zwei Klarinetten, Bassklarinette, drei Fagotte (3. auch Kontrafagott)
- Blechbläser: vier Hörner, drei Trompeten, drei Posaunen, Basstuba
- Pauken, Schlagzeug: Kleine Trommel, Große Trommel, Schellentrommel, Triangel, hängendes Becken, Tamtam, Glockenspiel, Crotales, Xylophon, Holzblock, Peitsche, Schellen, Schalenglöckchen, Glocken in g’, h’ und d’’
- Celesta, Klavier, zwei Harfen
- Streicher
- Bühnenmusik: Glocken in a’, h’, c’’ und e’’’

## Geschichte

### Entstehung
Im Jahr 1953 machte der Direktor des Mailänder Musikverlags Ricordi, Guido Valcarenghi, den Vorschlag, bei Francis Poulenc ein Ballett über die italienische Büßerin Margareta von Cortona für das Mailänder Teatro alla Scala zu bestellen. Die Geschichte der Heiligen fand Poulenc jedoch uninteressant, er wollte lieber ein Libretto über die Dialogues des Carmélites vertonen und machte sich Anfang August 1953 an die Komposition. Bis zum März nächsten Jahres schritt die Arbeit an der Partitur ohne Schwierigkeiten voran, doch dann bekam Poulenc Kummer aufgrund der schweren Erkrankung seines Lebensgefährten Lucien Roubert. Dazu kamen noch aufführungsrechtliche Differenzen mit der literarischen Vorlage. Im Sommer 1954 musste sich Poulenc wegen seiner nervlichen Probleme in stationäre Behandlung begeben. Erst ein Jahr später konnte er weiter an seinem Werk arbeiten. Im Juni war die Orchestrierung fertiggestellt, und die Uraufführung fand unter der Regie von Margarita Wallmann am 26. Januar 1957 in der Mailänder Scala in einer italienischen Übersetzung des Librettos statt. Die französischsprachige Uraufführung folgte am 21. Juni in der Opéra de Paris, in der von Poulenc gewünschten Besetzung mit Denise Duval in der Rolle der Blanche de la Force, Régine Crespin als zweiter Priorin und Rita Gorr als Mutter Marie.
Die Darsteller der Uraufführungen waren:
| Rolle                                      | Stimmlage   | Uraufführung am 26. Januar 1957 in Mailand in italienischer Sprache Dirigent: Nino Sanzogno | Überarbeitete Fassung am 21. Juni 1957 in Paris in französischer Sprache Dirigent: Pierre Dervaux |
| ------------------------------------------ | ----------- | ------------------------------------------------------------------------------------------- | ------------------------------------------------------------------------------------------------- |
| Marquis de la Force                        | Bariton     | Scipio Colombo                                                                              | Xavier Depraz                                                                                     |
| Blanche de la Force                        | Sopran      | Virginia Zeani                                                                              | Denise Duval                                                                                      |
| Chevalier de la Force                      | Tenor       | Nicola Filacuridi                                                                           | Jean Giraudeau                                                                                    |
| Madame de Croissy                          | Alt         | Gianna Pederzini                                                                            | Denise Scharley                                                                                   |
| Madame Lidoine                             | Sopran      | Leyla Gencer                                                                                | Régine Crespin                                                                                    |
| Mutter Maria von der Menschwerdung         | Mezzosopran | Gigliola Frazzoni                                                                           | Rita Gorr                                                                                         |
| Schwester Constance vom heiligen Dionysius | Sopran      | Eugenia Ratti                                                                               | Liliane Berton                                                                                    |
| Mutter Jeanne vom Kinde Jesu               | Alt         | Vittoria Palombini                                                                          | Janine Fourrier                                                                                   |
| Schwester Mathilde                         | Mezzosopran | Fiorenza Cossotto                                                                           | Gisèle Desmoutiers                                                                                |
| Beichtvater                                | Tenor       | Alvino Manelli                                                                              | Michel Forel                                                                                      |
| Erster Kommissar                           | Tenor       | Antonio Pirino                                                                              | Raphael Romagnoni                                                                                 |
| Thierry                                    | Bariton     | Armando Manelli                                                                             | Michel Forel                                                                                      |
| Javelinot                                  | Bariton     | Carlo Gasperini                                                                             | Max Conti                                                                                         |

### Rezeption
Die Oper war schon bei der Uraufführung ein Erfolg und gilt heute als eines der wichtigsten Werke des Musiktheaters des 20. Jahrhunderts, das regelmäßig inszeniert und aufgeführt wird, so zum Beispiel in Berlin 1994 (Deutsche Oper, Regie Günter Krämer) und 2011 (Komische Oper, Regie Calixto Bieito). Die Inszenierung von Michael Schulz in der Spielzeit 1997/98 im Aalto-Musiktheater Essen erhielt den Götz-Friedrich-Preis.
Die Inszenierung von Dmitri Tschernjakow an der Bayerischen Staatsoper aus dem Jahr 2010 mit einem abgewandelten Schluss, in dem nur Blanche stirbt, veranlasste die Erben von Poulenc und Bernanos, gerichtlich gegen eine Wiederaufnahme vorzugehen: „Nach Meinung der Erben muss der Märtyrertod aller Nonnen zwingend szenisch umgesetzt werden. Ansonsten würden Deutungsmöglichkeiten eröffnet, die der Kernaussage des Werkes nicht gerecht würden.“ In erster Instanz wurde die Klage abgewiesen. Das Tribunal de Grande Instance de Paris urteilte, dass die umstrittene Inszenierung den „Kern des Werks“ respektiere. Dieser Auffassung schloss sich in zweiter Instanz das Berufungsgericht in Paris im Wesentlichen an, allerdings darf die Aufzeichnung der Produktion auf DVD nicht mehr vertrieben werden.

## Szenisches Beispiel und Hörprobe
- YouTube-Video des Finales einer Inszenierung der Opéra national du Rhin Straßburg, aus dem Jahre 1999